# Oxypoda doderoi
Oxypoda doderoi är en skalbaggsart som beskrevs av Max Bernhauer 1902. Oxypoda doderoi ingår i släktet Oxypoda, och familjen kortvingar. Arten är reproducerande i Sverige.